# 懷特克勞德 (密蘇里州諾德韋縣)
懷特克勞德（英語：Whitecloud）是位於美國密蘇里州諾德韋縣的非建制地區。

## 歷史
懷特克勞德的郵局於1856年設立，其後於1901年停運。

## 地理
懷特克勞德所處的海拔為高於海平面304米（即997英呎），而該地所採用的時區為UTC-6，即北美中部時區（CST）。同時該地設有夏令時間，為UTC-6調快一小時，即UTC-5（CDT）。